# Mathias Gidsel
Mathias Gidsel (* 8. Februar 1999 in Skjern) ist ein dänischer Handballspieler. Der 1,90 m große Rückraumspieler spielt seit 2022 für den deutschen Bundesligisten Füchse Berlin und steht im Kader der dänischen Nationalmannschaft. Er wurde zum Welthandballer der Jahre 2023 und 2024 gewählt.

## Karriere

### Verein
Mathias Gidsel zog bereits mit 15 Jahren bei seinen Eltern aus, um in Oure zur Schule zu gehen. Nebenbei spielte er Handball bei GOG Håndbold, 2016 wurde er dänischer Jugendmeister. In der Saison 2017/18 gab der Linkshänder, der sowohl im mittleren und rechten Rückraum als auch auf der rechten Außenposition eingesetzt werden kann, sein Debüt in der ersten dänischen Liga, der Håndboldligaen. Mit dem siebenmaligen Meister aus Gudme gelang 2019 der zehnte Pokalsieg. International spielte der wendige Gidsel 2018/19 im EHF-Pokal, 2019/20 in der EHF Champions League sowie 2020/21 und 2021/22 in der EHF European League. Er wurde mit 54 % der Stimmen zum Talent des Jahres 2019/20 in Dänemark gewählt. Im Jahr 2021 wurde er zu Dänemarks Handballer der Jahres gewählt. Im Dezember 2021 erhielt er von der dänischen Zeitung Politiken den seit 1929 vergebenen Sportpreis Årets Fund (deutsch: Entdeckung des Jahres) als erst zweiter Handballspieler. Gidsel wurde im März 2022 von der IHF als einer von fünf Kandidaten für die Wahl zum Welthandballer des Jahres 2021 nominiert, bei der sein Landsmann Niklas Landin Jacobsen am Ende die meisten Stimmen erhielt. Mit GOG wurde er in der Saison 2021/22 dänischer Meister, dabei kam er nach seinem Kreuzbandriss nach nur vier Monaten Pause rechtzeitig zum Halbfinale der Play-off-Runde zurück.
Zur Saison 2022/23 unterschrieb Gidsel beim deutschen Bundesligisten Füchse Berlin einen Dreijahresvertrag. Dieser wurde mehrfach vorzeitig verlängert, zuletzt im Februar 2025 bis 2029. Mit den Füchsen gewann er die EHF European League 2022/23. In der EHF European League 2023/24 scheiterte man erst im Finale an der SG Flensburg-Handewitt. In der Bundesliga-Saison 2023/24 belegten die Füchse den zweiten Platz, zudem stellte Gidsel als Zweitplatzierter der Torschützenliste mit 263 Feldtoren einen Bundesligarekord auf. Den DHB-Supercup 2024 konnte er mit den Füchsen mit 32:30 gegen den SC Magdeburg gewinnen, Gidsel erzielte vier Tore. In der Saison 2024/25 gewann er mit den Füchsen den ersten Meistertitel der Vereinsgeschichte. Mit 275 Feldtoren verbesserte er den Rekord erneut und wurde hinter Marko Grgić (301 Tore) Zweiter der Torschützenliste und wurde zum MVP der Saison 2024/25 gewählt. In der EHF Champions League 2024/25 erreichte er mit Berlin erstmals das Endspiel, in dem man dem SC Magdeburg mit 26:32 unterlag. Gidsel wurde mit 135 Toren bester Torschütze des Wettbewerbs.

### Nationalmannschaft
Jugend- und Juniorennationalmannschaften
Mit der dänischen Jugendnationalmannschaft gewann Gidsel die Bronzemedaille bei der U-19-Weltmeisterschaft 2017. Im Turnier erzielte er 39 Tore und verteilte 23 Assists in acht Spielen. Bei der U-20-Europameisterschaft 2018 erreichte Dänemark nur den 12. Platz und qualifizierte sich als letzte europäische Mannschaft für die U-21-Weltmeisterschaft im folgenden Jahr. Gidsel erzielte 33 Treffer im Turnier. Bei ebendieser U-21-Weltmeisterschaft 2019 belegte er mit der dänischen Junioren-Auswahl den 5. Rang. Gidsel warf 42 Tore in neun Partien und gab mit 27 Vorlagen die drittmeisten aller Spieler.
A-Nationalmannschaft
In der dänischen A-Nationalmannschaft debütierte Mathias Gidsel am 7. November 2020 gegen Finnland. Bei der Weltmeisterschaft 2021 stellte er mit zehn Toren im ersten Einsatz einen dänischen Rekord für WM-Debütanten auf. Dieser wurde sechs Tage später durch zwölf Treffer seines Vereinskollegen Emil Manfeldt Jakobsen gebrochen. Insgesamt erzielte er auf dem Weg zum Weltmeistertitel 39 Tore und gab 27 Assists. Da sich der einzig nominierte Rechtsaußen Lasse Svan früh im Endspiel verletzte, musste Gidsel ihn auf dieser Position vertreten. Dennoch wurde er als bester rechter Rückraumspieler in das All-Star-Team des Turniers gewählt. Mit Dänemark gewann er bei den Olympischen Spielen in Tokio die Silbermedaille. Mit 46 Toren und 34 Assists belegte er jeweils den zweiten Platz aller Teilnehmer. Am Turnierende wurde er zum MVP gekürt. Bei der Europameisterschaft 2022 gewann er mit Dänemark die Bronzemedaille. Dank 38 Toren und 35 Assists in nur sechs Spielen wurde er erneut in das All-Star-Team berufen. Im Spiel um Bronze zog er sich in der Anfangsphase einen Riss des hinteren Kreuzbandes im rechten Knie zu und fiel vier Monate aus. Im Oktober 2022 wurde er von den dänischen Handballspielern sowie den Spielern der Håndboldligaen zu Dänemarks Nationalspieler der Saison 2021/22 gewählt. Bei der Weltmeisterschaft 2023 bildete er mit Simon Pytlick und Mikkel Hansen den dominantesten Rückraum des Turniers. Mit 60 Feldtoren wurde Gidsel erstmals Torschützenkönig bei einem internationalen Turnier, zusätzlich belegte er den dritten Platz bei den Assists (42) und bei den Steals (9). Im Finale, das Dänemark in der Neuauflage des olympischen Finals von 2021 mit 34:29 gegen Frankreich gewann, erzielte er fünf seiner sechs Tore in der ersten Halbzeit, hinzu kamen am Ende sieben Torvorlagen. Anschließend wurde er zum besten Spieler des Turniers gewählt.
Bei der Europameisterschaft 2024 wurde er gemeinsam mit Martim Costa mit 54 Treffern Torschützenkönig und ins All-Star-Team gewählt. Im Finale, das Dänemark mit 31:33 nach Verlängerung gegen Frankreich verlor, verwandelte er alle acht Torwürfe. Bei den Olympischen Spielen 2024 in Paris gewann er mit Dänemark Gold. Mit 62 Toren stellte er einen Rekord für olympische Handballturniere auf und wurde zudem als bester Spieler des Turniers ausgezeichnet. Dadurch wurde er zum ersten Spieler, der bei drei Großereignissen in Folge Torschützenkönig wurde. Mit seiner sechsten Auszeichnung als All-Star oder MVP in Folge stellte er die Bestmarke von Ivano Balić ein. Bei der Weltmeisterschaft 2025 warf er als Torschützenkönig des Turniers 74 Tore in neun Partien und wurde mit dem Team erneut Weltmeister. Mit 73 Feldtoren übertraf er den bisherigen Rekord für Feldtreffer von Yoon Kyung-Shin. Zusätzlich wurde er erneut zum besten Spieler des Turniers gewählt und überbot die zuvor genannte Bestmarke von Balić.
Gidsel bestritt bisher 92 Länderspiele, in denen er 555 Tore erzielte.

#### Internationale Großereignisse
| Jahr | Wettbewerb                    | Spiele | Tore | Platzierung | Ehrung                        |
| ---- | ----------------------------- | ------ | ---- | ----------- | ----------------------------- |
| 2017 | U-19-Weltmeisterschaft 2017   | 8      | 39   | 3. Platz    | -                             |
| 2018 | U-20-Europameisterschaft 2018 | 7      | 33   | 12. Platz   | -                             |
| 2019 | U-21-Weltmeisterschaft 2019   | 9      | 42   | 5. Platz    | -                             |
| 2021 | Weltmeisterschaft 2021        | 9      | 39   | 1. Platz    | All-Star                      |
| 2021 | Olympische Spiele 2021        | 8      | 46   | 2. Platz    | MVP                           |
| 2022 | Europameisterschaft 2022      | 6      | 38   | 3. Platz    | All-Star                      |
| 2023 | Weltmeisterschaft 2023        | 9      | 60   | 1. Platz    | Torschützenkönig und MVP      |
| 2024 | Europameisterschaft 2024      | 8      | 54   | 2. Platz    | Torschützenkönig und All-Star |
| 2024 | Olympische Spiele 2024        | 8      | 62   | 1. Platz    | Torschützenkönig und MVP      |
| 2025 | Weltmeisterschaft 2025        | 9      | 74   | 1. Platz    | Torschützenkönig und MVP      |

### Erfolge
- mit GOG
  - Dänischer Meister 2022
  - Dänischer Pokalsieger 2019

- mit Füchse Berlin
  - Deutscher Meister 2025
  - DHB-Supercup 2024
  - EHF European League 2023

- mit Dänemark
  - Weltmeister 2021, 2023 und 2025
  - Olympiasieger 2024
  - Silber bei den Olympischen Spielen 2020 (2021)
  - Silber bei der Europameisterschaft 2024
  - Bronze bei der Europameisterschaft 2022
  - Bronze bei der U-19-Weltmeisterschaft 2017

- Auszeichnungen
  - Welthandballer der Jahre 2023 und 2024
  - Nominierung für die Wahl zum Welthandballer 2021
  - EHF Excellence Awards 2023: bester rechter Rückraumspieler
  - EHF Excellence Awards 2025: MVP und bester rechter Rückraumspieler[26]
  - Talent des Jahres 2019/20 in Dänemark
  - Årets Fund 2021
  - Dänemarks Handballnationalspieler der Saisons 2021/22 und 2023/24[27]
  - Dänemarks Handballer des Jahres 2021, 2023 und 2024/25[28]
  - All-Star-Team der WM 2021, der EM 2022 und der EM 2024
  - Torschützenkönig der EM 2024
  - MVP bei den Olympischen Spielen 2020 (2021)
  - MVP und Torschützenkönig bei den Olympischen Spielen 2024
  - MVP und Torschützenkönig der WM 2023 und der WM 2025
  - MVP und Torschützenkönig des IHF Super Globe 2023
  - MVP der Bundesligasaison 2024/25
  - Torschützenkönig der EHF Champions League 2024/25

### Persönliche Rekorde
- meiste Tore in einem Spiel:
  - 15 (Bundesliga, Füchse Berlin vs. MT Melsungen, 29. Mai 2025)[29]
  - 14 (Bundesliga, Füchse Berlin vs. HC Erlangen, 3. März 2024)[30]
  - 14 (Dän. Pokal, GOG vs. Aalborg Håndbold, 19. Juni 2021)[31]
  - 13 (European League, GOG vs. RK Celje, 4. September 2021)[32]
  - 13 (Super Globe 2023, San Fernando vs. Füchse Berlin, 8. November 2023)[33]
  - 13 (Olympische Spiele 2024, Dänemark vs. Argentinien, 31. Juli 2024)[34]
  - 12 (Håndboldligaen, Aalborg Håndbold vs. GOG, 10. Oktober 2020)[35]
  - 12 (Håndboldligaen, GOG vs. Fredericia Håndboldklub, 2. Oktober 2021)[36]
  - 11 (DHB-Pokal, SG BBM Bietigheim vs. Füchse Berlin, 12. Dezember 2023)
  - 11 (Europameisterschaft, Dänemark vs. Portugal, 15. Januar 2024)
  - 10 (Weltmeisterschaft, Dänemark vs. Bahrain, 15. Januar 2021)[37]
- meiste Feldtore in einem Spiel:
  - 15 (Bundesliga, Füchse Berlin vs. MT Melsungen, 29. Mai 2025)[29]
  - 14 (Bundesliga, Füchse Berlin vs. HC Erlangen, 3. März 2024)[30]
  - 13 (European League, GOG vs. RK Celje, 4. September 2021)[32]
  - 13 (Olympische Spiele 2024, Dänemark vs. Argentinien, 31. Juli 2024)[34]
  - 12 (Dän. Pokal, GOG vs. Aalborg Håndbold, 19. Juni 2021)[31]
  - 12 (Håndboldligaen, GOG vs. Fredericia Håndboldklub, 2. Oktober 2021)[36]
  - 11 (DHB-Pokal, SG BBM Bietigheim vs. Füchse Berlin, 12. Dezember 2023)
  - 11 (Europameisterschaft, Dänemark vs. Portugal, 15. Januar 2024)
  - 10 (Weltmeisterschaft, Dänemark vs. Bahrain, 15. Januar 2021)[37]
- meiste Siebenmeter-Tore in einem Spiel:
  - 2 (Håndboldligaen, GOG vs. Kolding IF, 9. Mai 2021)[38]
  - 2 (Dän. Pokal, GOG vs. Aalborg Håndbold, 19. Juni 2021)[31]
  - 1 (Weltmeisterschaft 2025, Dänemark vs. Tschechien, 25. Januar 2025)[39]
- meiste Assists in einem Spiel:
  - 11 (Weltmeisterschaft 2025, Dänemark vs. Deutschland, 21. Januar 2025)[40]
  - 10 (Europameisterschaft 2022, Dänemark vs. Island, 20. Januar 2022)[41]
  - 9 (Europameisterschaft 2022, Dänemark vs. Montenegro, 13. Januar 2022)[42]
  - 8 (Håndboldligaen, GOG vs. Aalborg Håndbold, 30. Dezember 2021)[43]

### Saisonbilanzen
| Saison  | Verein        | Spielklasse    | Spiele | Tore | 7-Meter     | Feldtore |
| ------- | ------------- | -------------- | ------ | ---- | ----------- | -------- |
| 2017/18 | GOG Håndbold  | Håndboldligaen | 04     | 04   | 0/0 (- %)0  | 04       |
| 2018/19 | GOG Håndbold  | Håndboldligaen | 34     | 028  | 0/0 (- %)0  | 028      |
| 2019/20 | GOG Håndbold  | Håndboldligaen | 24     | 051  | 0/0 (- %)0  | 051      |
| 2020/21 | GOG Håndbold  | Håndboldligaen | 35     | 173  | 3/3 (100 %) | 170      |
| 2021/22 | GOG Håndbold  | Håndboldligaen | 22     | 116  | 1/1 (100 %) | 115      |
| 2022/23 | Füchse Berlin | Bundesliga     | 26     | 139  | 0/0 (- %)0  | 139      |
| 2023/24 | Füchse Berlin | Bundesliga     | 34     | 263  | 0/0 (- %)0  | 263      |
| 2024/25 | Füchse Berlin | Bundesliga     | 33     | 275  | 0/0 (- %)0  | 275      |
| 2017–   | alle          | alle           | 212    | 1049 | 4/4 (100 %) | 1045     |

Anm.: Spiele und Tore inkl. Play-offs

## Privates
Mathias Gidsel spielte schon als Kind zusammen mit seinem drei Jahre älteren Bruder Christian Handball und wurde von der Mannschaft „Mini“ genannt. In der 9. Klasse ging er auf die auf Handball spezialisierte Oure Efterskole, um sein Spiel weiterzuentwickeln. Im Interview mit Ud & Se sagte er, dass ein entscheidender Moment in seinem Leben gewesen sei, dass seine Mutter ihm nach anfänglichem Heimweh nicht erlaubt habe, gleich aufzugeben: „So machen wir das nicht in unserer Familie.“ Gidsel wohnt mit seiner Freundin in Prenzlauer Berg in Berlin.